# Molde Fotballklubb 1992
Questa pagina raccoglie i dati riguardanti il Molde Fotballklubb nelle competizioni ufficiali della stagione 1992.

## Stagione
Il Molde chiuse il campionato al sesto posto finale. L'avventura in Coppa di Norvegia terminò invece al terzo turno, con l'eliminazione per mano del Melhus. I calciatori più utilizzati in campionato furono Morten Bakke, Stein Jørgen Dahle, Erik Hoftun, Morten Kristiansen, Ulrich Møller, e Ole Bjørn Sundgot, ciascuno con 22 presenze (non saltarono neppure un incontro). Il miglior marcatore fu Ole Bjørn Sundgot, con 12 reti.

## Rosa
| N. |                     | Ruolo | Calciatore            |
| -- | ------------------- | ----- | --------------------- |
|    | Norvegia (bandiera) | P     | Morten Bakke          |
|    | Scozia (bandiera)   | D     | Arthur Albiston       |
|    | Spagna (bandiera)   | D     | Flaco                 |
|    | Norvegia (bandiera) | D     | Erik Hoftun           |
|    | Norvegia (bandiera) | D     | Ulrich Møller         |
|    | Norvegia (bandiera) | D     | Bjørn Nilsen          |
|    | Norvegia (bandiera) | D     | Trond Strande         |
|    | Norvegia (bandiera) | C     | Jan Berg              |
|    | Norvegia (bandiera) | C     | Stig Hasselvold       |
|    | Norvegia (bandiera) | C     | Kjell Gunnar Ildhusøy |

| N. |                        | Ruolo | Calciatore                |
| -- | ---------------------- | ----- | ------------------------- |
|    | Norvegia (bandiera)    | C     | Jahn Richard Johnsen      |
|    | Norvegia (bandiera)    | C     | Morten Kristiansen        |
|    | Norvegia (bandiera)    | C     | Tarje Nordstrand Jacobsen |
|    | Norvegia (bandiera)    | C     | Sindre Rekdal             |
|    | Norvegia (bandiera)    | C     | Petter Rudi               |
|    | Norvegia (bandiera)    | A     | Stein Jørgen Dahle        |
|    | Inghilterra (bandiera) | A     | Paul Moulden              |
|    | Norvegia (bandiera)    | A     | Øystein Neerland          |
|    | Norvegia (bandiera)    | A     | Ole Bjørn Sundgot         |

## Calciomercato

### Sessione invernale
| Acquisti | Acquisti              | Acquisti        | Acquisti   |
| R.       | Nome                  | da              | Modalità   |
| -------- | --------------------- | --------------- | ---------- |
| D        | Arthur Albiston       | Chester City    | prestito   |
| D        | Erik Hoftun           | KIL/Hemne       | definitivo |
| D        | Flaco                 |                 | svincolato |
| C        | Stig Hasselvold       | Strindheim      | definitivo |
| C        | Kjell Gunnar Ildhusøy | Bryn            | definitivo |
| C        | Jahn Richard Johnsen  | Strindheim      | definitivo |
| A        | Stein Jørgen Dahle    | Åndalsnes       | definitivo |
| A        | Paul Moulden          | Oldham Athletic | prestito   |

| Cessioni | Cessioni           | Cessioni     | Cessioni      |
| R.       | Nome               | a            | Modalità      |
| -------- | ------------------ | ------------ | ------------- |
| D        | Per Arne Gjerdalen |              | svincolato    |
| D        | Stein Holsvik      | Volda        | fine prestito |
| D        | Jan Erlend Kruse   | HamKam       | definitivo    |
| D        | Adrian Pennock     | Norwich City | fine prestito |
| C        | Øyvind Leonhardsen | Rosenborg    | definitivo    |
| A        | Petter Belsvik     | HamKam       | definitivo    |

### Sessione estiva
| Acquisti | Acquisti | Acquisti | Acquisti |
| R.       | Nome     | da       | Modalità |
| -------- | -------- | -------- | -------- |

| Cessioni | Cessioni     | Cessioni        | Cessioni      |
| R.       | Nome         | a               | Modalità      |
| -------- | ------------ | --------------- | ------------- |
| A        | Paul Moulden | Oldham Athletic | fine prestito |

## Risultati

### Eliteserien

#### Girone di andata
| Arbitro: | Olsen (Kristiansand) |

|             |           |  |
| Sundgot 88’ | Marcatori |  |

| Arbitro: | Hauge (Bergen) |

|  |           |                 |
|  | Marcatori | 89’ Kristiansen |

| Arbitro: | Nordby |

|                                  |           |  |
| Sørloth 38’, 22’ Skammelsrud 46’ | Marcatori |  |

| Arbitro: | Kronborg |

|              |           |  |
| Dahle 6’, 8’ | Marcatori |  |

| Arbitro: | Kjelbrott |

|                                  |           |  |
| Ytterland 13’, 80’ Solbakken 76’ | Marcatori |  |

| Arbitro: | Hermansen |

|  |           |                                    |
|  | Marcatori | 12’, 20’ Nysæther 43’, 54’ McManus |

| Arbitro: | Haugstad |

|                          |           |           |
| Tønnessen 63’ Hansen 89’ | Marcatori | 61’ Dahle |

| Porsgrunn 14 giugno 1992, ore ??:?? 8ª giornata | Molde | 0 – 0 referto | Viking | Pors Stadion (2.473 spett.)\| Arbitro: \| Aass \| |
| Arbitro:                                        | Aass  |               |        |                                                   |

| Arbitro: | Nervik |

|                     |           |                                       |
| Morley 78’ Nybø 83’ | Marcatori | 1’ Kristiansen 35’ Sundgot 73’ Rekdal |

| Arbitro: | Haugstad |

|  |           |                         |
|  | Marcatori | 22’ Bergman 52’ Francis |

| Arbitro: | Haugen |

|           |           |          |
| Olsen 71’ | Marcatori | 90’ Berg |

#### Girone di ritorno
| Arbitro: | Ditlefsen (Mo i Rana) |

|               |           |                               |
| Rushfeldt 85’ | Marcatori | 26’, 40’ Sundgot 88’ Neerland |

| Arbitro: | Pedersen |

|                              |           |  |
| Albiston 1’ Sundgot 44’, 88’ | Marcatori |  |

| Arbitro: | Hollung |

|                  |           |  |
| Sundgot 21’, 34’ | Marcatori |  |

| Arbitro: | Singsaas |

|  |           |                                           |
|  | Marcatori | 7’ Dahle 40’ Rudi 87’ Sundgot ?’ (aut.) ? |

| Arbitro: | Kjelbrott |

|                                  |           |                 |
| Hoftun 11’ Sundgot 70’, 84’, 90’ | Marcatori | 81’ Kristiansen |

| Arbitro: | Nervik |

|             |           |                        |
| Frigård 78’ | Marcatori | 9’ Rekdal 32’ Albiston |

| Arbitro: | Hauge (Bergen) |

|  |           |              |
|  | Marcatori | 90’ Strandli |

| Arbitro: | Nervik |

|                                                            |           |  |
| Fjetland 25’ Meinseth 55’ Storvik 85’ Aase 87’ Solberg 88’ | Marcatori |  |

| Arbitro: | Thorp |

|           |           |              |
| Dahle 54’ | Marcatori | 10’ Soltvedt |

| Arbitro: | Hauge (Bergen) |

|                    |           |  |
| Kaasa 9’, 48’, 51’ | Marcatori |  |

| Arbitro: | Hermansen |

|                           |           |           |
| Neerland 36’ Albiston 82’ | Marcatori | 68’ Holte |

### Coppa di Norvegia
|  | Averøykameratene | 0 – 5 | Molde |  |

|  | Stranda | 1 – 5 | Molde |  |

|  | Molde | 1 – 2 | Melhus |  |

## Statistiche

### Statistiche di squadra
| Competizione      | Punti | In casa | In casa | In casa | In casa | In casa | In casa | In trasferta | In trasferta | In trasferta | In trasferta | In trasferta | In trasferta | Totale | Totale | Totale | Totale | Totale | Totale | DR |
| Competizione      | Punti | G       | V       | N       | P       | Gf      | Gs      | G            | V            | N            | P            | Gf           | Gs           | G      | V      | N      | P      | Gf     | Gs     | DR |
| ----------------- | ----- | ------- | ------- | ------- | ------- | ------- | ------- | ------------ | ------------ | ------------ | ------------ | ------------ | ------------ | ------ | ------ | ------ | ------ | ------ | ------ | -- |
| Eliteserien       | 36    | 11      | 6       | 2       | 3       | 15      | 10      | 11           | 5            | 1            | 5            | 15           | 20           | 22     | 11     | 3      | 8      | 30     | 30     | 0  |
| Coppa di Norvegia | -     | 1       | 0       | 0       | 1       | 1       | 2       | 2            | 2            | 0            | 0            | 10           | 1            | 3      | 2      | 0      | 1      | 11     | 2      | +9 |
| Totale            | -     | 12      | 6       | 2       | 4       | 16      | 12      | 13           | 7            | 1            | 5            | 25           | 21           | 25     | 13     | 3      | 9      | 41     | 32     | +9 |

### Statistiche dei giocatori
| Giocatore              | Eliteserien | Eliteserien | Coppa di Norvegia | Coppa di Norvegia | Totale   | Totale |
| Giocatore              | Presenze    | Reti        | Presenze          | Reti              | Presenze | Reti   |
| ---------------------- | ----------- | ----------- | ----------------- | ----------------- | -------- | ------ |
| A. Albiston            | 15          | 3           | ?                 | ?                 | 15+      | 3+     |
| M. Bakke               | 22          | 0           | ?                 | ?                 | 22+      | 0+     |
| J. Berg                | 11          | 1           | ?                 | ?                 | 11+      | 1+     |
| S. Dahle               | 22          | 5           | ?                 | ?                 | 22+      | 5+     |
| Flaco                  | 21          | 0           | ?                 | ?                 | 21+      | 0+     |
| S. Hasselvold          | 11          | 0           | ?                 | ?                 | 11+      | 0+     |
| E. Hoftun              | 22          | 1           | ?                 | ?                 | 22+      | 1+     |
| K. Ildhusøy            | 1           | 0           | ?                 | ?                 | 1+       | 0+     |
| J. Johnsen             | 1           | 0           | ?                 | ?                 | 1+       | 0+     |
| M. Kristiansen         | 22          | 2           | ?                 | ?                 | 22+      | 2+     |
| U. Møller              | 22          | 0           | ?                 | ?                 | 22+      | 0+     |
| P. Moulden             | 4           | 0           | ?                 | ?                 | 4+       | 0+     |
| Ø. Neerland            | 10          | 2           | ?                 | ?                 | 10+      | 2+     |
| B. Nilsen              | 13          | 0           | ?                 | ?                 | 13+      | 0+     |
| T. Nordstrand Jacobsen | 8           | 0           | ?                 | ?                 | 8+       | 0+     |
| S. Rekdal              | 19          | 2           | ?                 | ?                 | 19+      | 2+     |
| P. Rudi                | 20          | 2           | ?                 | ?                 | 20+      | 2+     |
| T. Strande             | 17          | 0           | ?                 | ?                 | 17+      | 0+     |
| O. Sundgot             | 22          | 12          | ?                 | ?                 | 22+      | 12+    |